# John-Lee Augustyn
|  | Denne artikel eller sektion om sport er forældet eller ikke opdateret. Se artiklens diskussionsside eller historik. |

John-Lee Augustyn (10. august 1986) er en sydafrikansk bjergrytter.